# Nawrócony (film)
Nawrócony – polski średniometrażowy film fabularny zrealizowany w 1947 roku. Film nigdy nie wszedł na ekrany kin.
Scenariusz filmu został oparty na noweli Bolesława Prusa pt. Nawrócony. Jako przyczynę braku rozpowszechniania filmu wskazuje się fakt, że jego reżyser Jerzy Zarzycki był podczas II wojny światowej żołnierzem Armii Krajowej.

## Obsada
- Jacek Woszczerowicz
- Edmund Biernacki
- Kazimierz Brodzikowski
- Marian Dąbrowski
- Ryszarda Hanin – kobieta prosząca o łaskę
- Zdzisław Lubelski
- Zofia Mysłakowska
- Leon Pietraszkiewicz